# Smittia capensis
Smittia capensis är en tvåvingeart som först beskrevs av Jean-Jacques Kieffer 1914.  Smittia capensis ingår i släktet Smittia och familjen fjädermyggor. Inga underarter finns listade i Catalogue of Life.